# Peter Robinson (redator de discursos)
Peter Mark Robinson (nascido em 18 de abril de 1957 ) é um autor norte-americano, pesquisador, apresentador de televisão e ex-redator de discursos do então vice-presidente George H. W. Bush e do presidente Ronald Reagan. Robinson escreveu o famoso discurso de 1987 "Tear down this wall". Ele é atualmente o apresentador do  Uncommon Knowledge, um programa de entrevistas da Instituição Hoover da universidade Stanford. Ele também é pesquisador da Instituição Hoover.

## Infância e educação
Peter Robinson cresceu em Vestal, Nova York. Ele frequentou o Dartmouth College de 1975 a 1979, onde foi membro do Tri-Kap, e escreveu para o jornal estudantil The Dartmouth. Ele se formou em inglês com summa cum laude, depois continuou seus estudos na Christ Church, na Universidade de Oxford, obtendo um segundo diploma de bacharel em Filosofia, Política e Economia e se graduando em 1982. Robinson também frequentou a Escola de Negócios da Universidade Stanford, onde graduou-se com um MBA em 1990.

## Redator de discursos

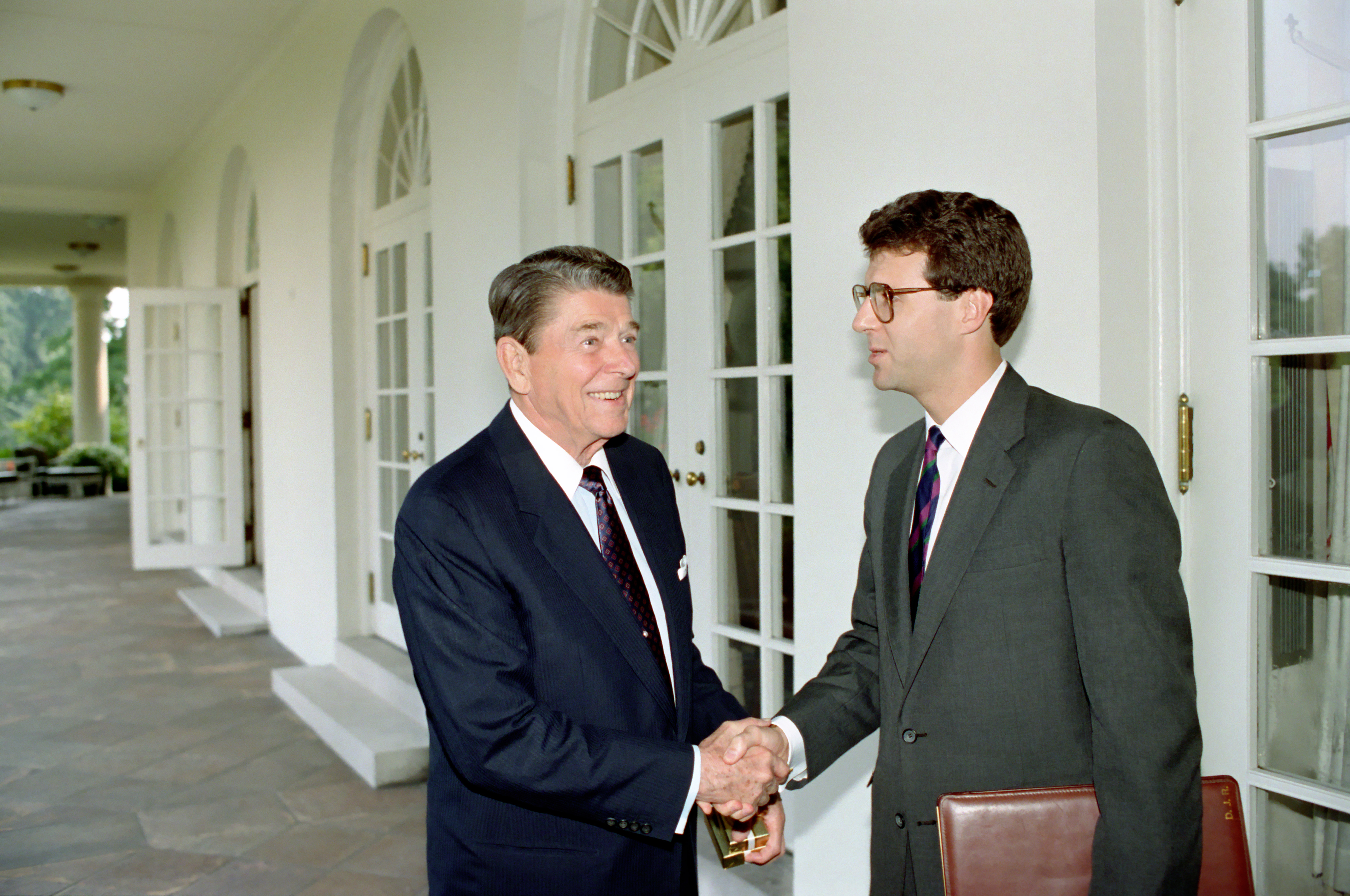
Robinson com o presidente Ronald Reagan em 1988

Depois de passar pela Universidade de Oxford, Robinson se candidatou a um cargo na Casa Branca. Em um evento que ele descreve como um "acaso", Robinson recebeu um emprego como redator-chefe de discursos do então vice-presidente norte-americano George H. W. Bush. No que ele chama de "segundo acaso", ele foi então transferido para a equipe do presidente Ronald Reagan como assistente especial e redator de discursos, onde escreveu o famoso discurso de 1987 "Tear down this wall". Fazendo referência à recusa do Secretário-geral soviético Mikhail Gorbachev em remover o Muro de Berlim, o discurso, proferido por Reagan no Portão de Brandemburgo, em Berlim Ocidental, no dia 12 de junho de 1987, continha a frase: "Sr. Gorbachev, derrube este muro!" ("Mr. Gorbachev, tear down this wall!")
Ao chegar à cidade antes de escrever o discurso, Robinson foi avisado por diplomatas americanos para evitar a retórica da Guerra Fria e que os berlinenses haviam se acostumado à presença do Muro de Berlim. No entanto, após consultar os berlinenses locais, ele os encontrou profundamente feridos e preocupados com o muro; em muitos casos, o muro havia separado famílias e representou uma intrusão de um estado policial na vida cotidiana. Voltando a Washington DC, a frase de Robinson tornou-se controversa com o Departamento de Estado e outros membros da equipe, incluindo o chefe de gabinete Howard Baker e o conselheiro de segurança nacional Colin Powell. Repetidas tentativas foram feitas para removê-lo do discurso, mas Reagan as rejeitou, desejando se comunicar não apenas com os berlinenses ocidentais, mas também com os alemães orientais do outro lado do muro. Reagan chegou ao ponto de dizer "sim, este muro cairá" e que "enquanto este portão estiver fechado, enquanto esta cicatriz de um muro puder permanecer, não é apenas a questão alemã que permanece aberta, mas a questão da liberdade para toda a humanidade."
Robinson escreveu mais de 300 discursos durante sua passagem como funcionário na Casa Branca. Depois de servir por seis anos, Robinson frequentou a escola de negócios da Universidade Stanford, onde obteve um MBA em 1990. O diário que manteve de seus dois anos de experiência ali serviu de base para seu livro "Snapshots from Hell: The Making of an MBA", publicado em 1994, que detalha a considerável dificuldade que encontrou durante o primeiro ano no MBA devido à sua falta de "experiência quantitativa" ("quantitative background").

## Pesquisador
No início da década de 1990, Robinson ingressou na empresa de comunicação norte-americana News Corporation, dirigida por Rupert Murdoch, e depois atuou como secretário de imprensa do presidente da Comissão de Valores Mobiliários (SEC) norte-americana. Em 1993, Robinson tornou-se pesquisador da Instituição Hoover, o centro de pesquisa conservador de Stanford. Além de escrever sobre negócios e política, ele também edita o periódico Hoover Digest e apresentou um programa de televisão de assuntos públicos da rede PBS, Uncommon Knowledge, mais tarde relançado como um programa disponível somente na internet através do website hoover.org e, mais tarde também sendo lançado quinzenalmente na revista online National Review Online. Ele escreveu os livros "How Ronald Reagan Changed My Life" ("Como Ronald Reagan Mudou Minha Vida", em tradução livre) e "It's My Party: A Republican's Messy Love Affair with the GOP" ("É o Meu Partido: O Confuso Caso de Amor de Um Republicado com o Partido", em tradução livre), um estudo do Partido Republicano .
Ele atuou no Conselho de Trustees do Dartmouth College de 2005 a 2013.

## Vida pessoal e publicações
Robinson vive na região norte do estado da Califórnia com sua esposa, Edita, e seus cinco filhos. Os pais de Edita deixaram Cuba em 1959 e ela nasceu nos Estados Unidos cerca de 18 meses depois.
Em 2003, Robinson publicou seu terceiro livro, "How Ronald Reagan Changed My Life" ("Como Ronald Reagan Mudou Minha Vida", em tradução livre). Ele afirmou que o livro é "nada menos do que uma história de amor - um relato do profundo respeito e afeição que um jovem passou a sentir pelo presidente que mudou sua vida para sempre". O livro recebeu uma crítica favorável de Margaret Thatcher, e ela observou que o livro apresenta uma "riqueza de insights".